# Kiribati az olimpiai játékokon
Kiribati 2004-ben vett részt első alkalommal az olimpiai játékokon. A szigetország sportolói még nem nyertek olimpiai érmet.
Miután 1998-ban sportolói részt vettek a Nemzetközösségi Játékokon, Kiribati hozzálátott, hogy tagságot szerezzen a Nemzetközi Olimpiai Bizottságban.
A Kiribati Nemzeti Olimpiai Bizottság 2002-ben alakult meg, a NOB 2003-ban vette fel tagjai közé a prágai NOB-gyűlésen. Ezt követően engedélyezték az országnak a szereplést a 2004-es játékokon. Az ország nevét ezen az olimpián mindhárom hivatalos nyelven - francia, angol és görög - helytelenül ejtették ki.[forrás?]